# Ewiensk
Ewiensk (ros. Эвенск) – osiedle typu miejskiego we wschodniej Rosji, w obwodzie magadańskim, położone nad ujściem rzeki Bolszaja Garmanda do Zatoki Giżygińskiej. W 2010 roku miejscowość liczyła 1462 mieszkańców.